# Joan Esplugas i Moncusí
Joan Esplugas i Moncusí (Barberà de la Conca, 1857 - 1927) fou un polític republicà i empresari agrari català del sector vinícola, diputat a les Corts Espanyoles durant la restauració borbònica.

## Biografia
Va impulsar la creació del primer celler cooperatiu de Catalunya, el Celler de la Societat de Barberà. Durant els anys de la febre d'or, muntà amb un cosí seu de Cabra del Camp, Gregori Oliva, una companyia de negocis de vins i aiguardents, amb seu a París, Londres i Liverpool. A França s'interessà per les cooperatives vitivinícoles i per les tècniques que aplicaven per vèncer la fil·loxera. Ja de retorn al seu poble, quan el 1893, el flaxell arribà a la Conca de Barberà posà en pràctica aquells coneixements adquirits: fou responsable de la introducció a la seva comarca dels ceps americans i de les tècniques d'empeltar-los amb varietats del país. D'altra banda, ajudà activament la "Societat Agrícola de Barberà", que acabava de néixer (1894), i en bona part fou responsable de l'èxit que assolí. Utilitzà la seva influència política per aconseguir, entre 1898 i 1900 que l'Estat construís la carretera de Barberà. Aquesta obra fou importantíssima per a Barberà, ja que molts dels seus convilatans empobrits per la crisi aconseguiren un salari mentre esperaven la recuperació de les vinyes. En agraïment, l'Ajuntament de Barberà, l'any 1899, el declarà Fill Predilecte, li dedicà un carrer i una làpida commemorativa a la sala de plens. També fou director del Banc de Valls.
En el terreny polític, Esplugas va pertànyer a la branca federalista i catalanista del republicanisme, fou escollit alcalde de Barberà de la Conca el 1887 i diputat provincial entre 1892 i 1904. Posteriorment milità a la UFNR, fou escollit senador per la Solidaritat Catalana el 1907, però no va arribar a jurar l'acta. Finalment, a les eleccions generals espanyoles de 1918 presentat per una coalició republicana, assolí l'acta de diputat a corts pel districte de Valls.